# Universitätssternwarte Bützow
Die herzogliche Universitätssternwarte Bützow war eine astronomische Einrichtung der Friedrichs-Universität Bützow. Das betriebene Observatorium befand sich in der Pfaffenstraße 3 in der Stadt Bützow in Mecklenburg.

## Geschichte
Die Rostocker Universität, älteste Universität im Ostseeraum, wurde nach einem Vertrag von 1563 in gemeinsamer Verantwortung des Herzogs zu Mecklenburg und des Rats der Freien und Hansestadt Rostock geführt. Um 1758 betrieb Herzog Friedrich, ausgelöst durch einen Streit um die Ausrichtung der theologischen Fakultät und die ihr verwehrte Anerkennung der Superiorität über die Universität, die Errichtung einer eigenen Universität, für die er am 3. Oktober 1758 eine kaiserliche Konzession erhielt und als Standort die Stadt Bützow wählte. Die feierliche Eröffnung der „Academia Fridericiana Buetzowiensis“ erfolgte am 4. Oktober 1760. Die neue Universität umfasste von Beginn an vier Fakultäten, die theologische, juristische, medizinische und philosophische. In den Privilegien der Fridericiana, mit herzoglicher Bestätigung vom 10. April 1762, wurde im Zusammenhang mit den Einrichtungen der Universität bestimmt:

„Es sollen eingerichtet werden ... ein astronomisches Observatorium.“

Die Sternwarte befand sich unter der Leitung des Professors Wenceslaus Johann Gustav Karsten im Dachgeschoss in dessen Wohnhaus in der Pfaffenstraße 3. Ab 1763 folgten im vollendeten Bau die ersten astronomischen Beobachtungen und akademischen Vorlesungen. Karsten verfasste zahlreiche Bücher und Aufsätze zur Mathematik, Physik und Technik sowie akademische Amtsschriften. Die mathematisch-astronomischen Berechnungen der Lüderssche Mittag-Sonnenuhr wurden 1765 durch den Gelehrten übernommen, dazu verfasste er auch eine „Gebrauchsanweisung“ für die selbige. Am 23. April 1778 übergab der Hofrat Karsten der Universität das Inventar der Sternwarte und folgte dem Ruf an die Universität Halle. Als Nachfolger wurde Peter Johann Hecker berufen. Hecker wollte die Bützower Sternwarte instrumentell ausbauen. Doch seine Vorschläge wurden nicht genehmigt, er sollte mit dem jährlich bewilligten Geld auskommen; jedoch erhielt Hecker am 28. April 1783 eine zusätzliche Einmalzahlung. Am 27. April 1789 wurde die Friedrichs-Universität zu Bützow geschlossen und mit der Universität Rostock wiedervereinigt. Die Sammlung der Bützower astronomischen Instrumente wurde wahrscheinlich in den Besitz der Universität Rostock übergeben.

## Architektur der Sternwarte
Da die Räumlichkeiten der Universität stets sehr beengt waren und Umbauten des Schlosses oder des Rathauses zu aufwendig erschienen, war der Standort als Aufbau des Karsten’schen Hauses durchaus zweckmäßig. Karsten ließ die Sternwarte als achteckigen Dachausbau errichten. Die Breite betrug nach den gegebenen Maßen etwa 3,50 Meter, die Höhe etwa 4,20 Meter. Es handelt sich im strengen Sinne um einen Sternwartenbau, um eine ausschließlich zum Zweck der Himmelsbeobachtung errichtete Baulichkeit. Genauere Angaben sind nicht überliefert. Der Turmbau wird wenigstens zum Süden ein großes Fenster gehabt haben, zu den anderen Richtungen, vielleicht an jeder Achteck-Seite weitere Fenster. Anzunehmen ist ferner, dass in südlicher Richtung das Dach aufklappbar war, um bis zum Zenit einen freien Himmel zu haben.
Eine kurze Erwähnung der Sternwarte gibt es im Rahmen eines Reiseberichtes des Iren Thomas Nugent, der am 15. September 1766 auch Bützow besuchte:

„Nachmittags gingen wir nach Professor Karstens Wohnung und besahen sein Observatorium. Mir schien die Anlage desselben sehr gut, und überdies war es auch mit Teleskopen und andern mathematischen Instrumenten sehr gut versehen. Auch hat Karsten eine schöne Bibliothek, besonders von mathematischen Büchern.“

### Sanierung
Das Gebäude ist zwar erhalten, doch waren schon vor der Sanierung des Gebäudes keine Baulichkeiten mehr nachweisbar, die auf die einstige Einrichtung der Sternwarte hingedeutet haben, obwohl ausdrücklich darauf geachtet wurde. Im bauhistorischen Gutachten wurden jedoch im südöstlichen Teil des Dachraumes am Unterzug, wie auch an den Kehlbalken mindestens drei Anstriche mit Kalkfarben, zwei graue und ein hellblauer, nachgewiesen, die möglicherweise mit der Sternwarte in Verbindung standen.

## Instrumente der Sternwarte

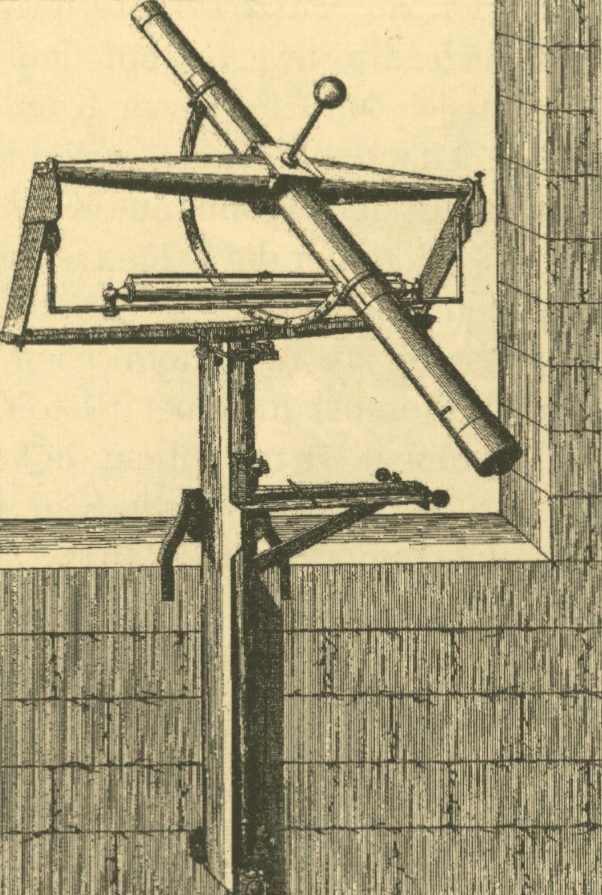
Instrument de passage nach Pierre Charles Lemonnier

Am 12. September 1761 ergriff Johann Nikolaus Tetens die Initiative und wandte sich in einem Schreiben an den Herzog. Er bat um die Bereitstellung einer bestimmten Anzahl physikalischer und mathematischer Instrumente, die nach dem Tod des ehemaligen Rostocker Professors für Mathematik, Petrus Becker, ungenutzt im herzoglichen Besitz in Rostock lagerten. Infolgedessen wurde eine herzogliche Verordnung erlassen, die die Überlassung der in der Anlage aufgeführten Instrumente aus dem Bestand der Rostocker Universität an die Universität Bützow anordnete. Darüber hinaus wurden im Jahr 1763 weitere Instrumente aus einem vom Herzog gestifteten Fonds erworben.

### Instrumente des Observatorium (Auswahl)
Quelle:
- 7-teiliges Zeichengerät
- Camera obscura
- verschiedene Spiegel
- zwei Mikroskope
- eine Schleifbank

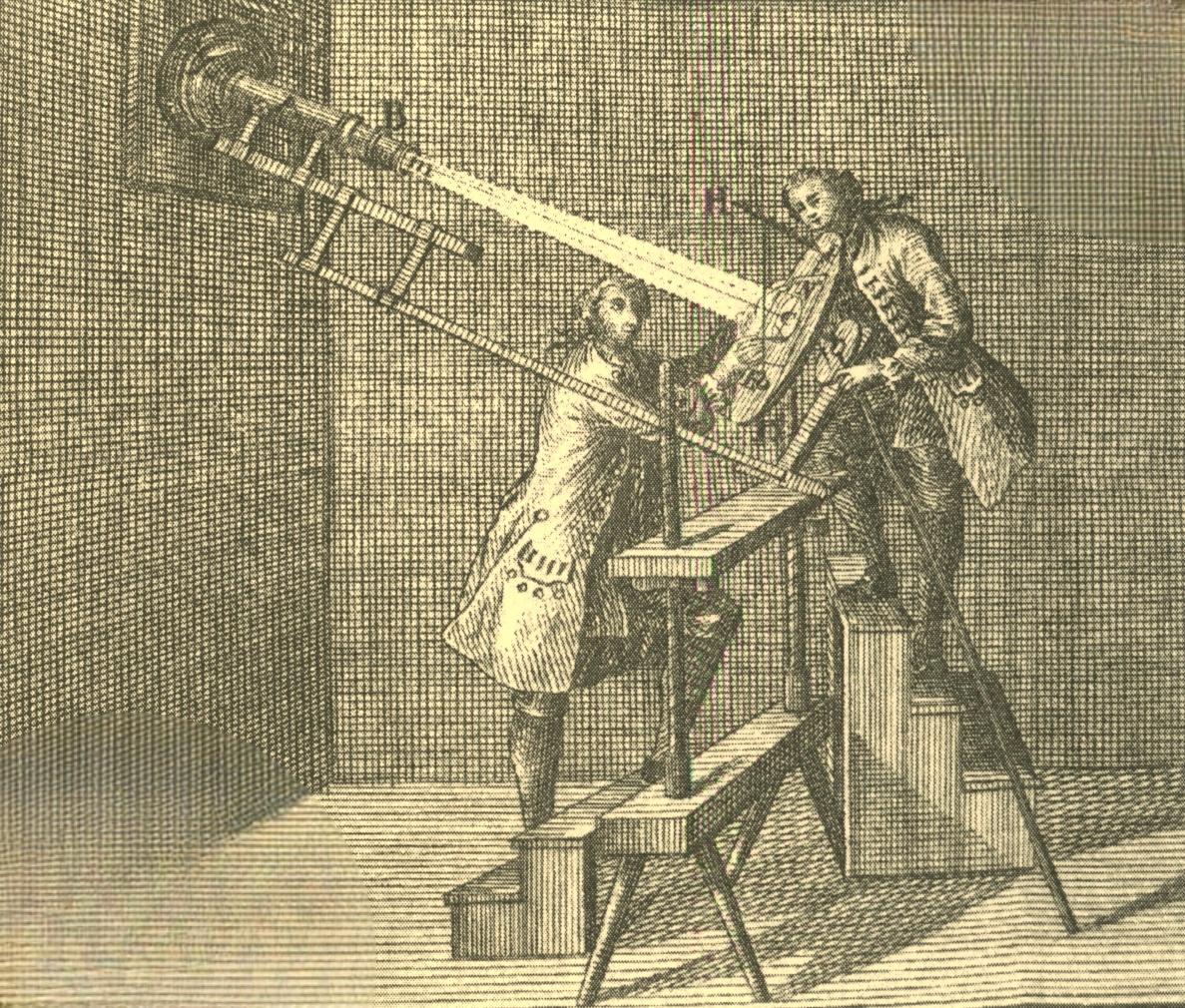
Vorrichtung zur Sonnenbeobachtung nach Maximilian Hell

- Magdeburger Halbkugeln mit Luftpumpen
- zwei Reibungselektrisiermaschinen
- Tubus von 20 Schuh nebst dem Gestell (Fernrohr mit einer Brennweite von 5,80 Metern)
- Tubus von 10 Schuh nebst dem Gestell (Fernrohr mit einer Brennweite von 2,90 Metern)
- holländischer Tubus terrestris (Fernrohr mit einer Brennweite von 0,58 Metern)
- Eisernes Gestell zum Tubo bey (Beobachtung der Sonnenfinsternisse im verfinsterten Zimmer)
- Fernrohr von 4 Schuh mit einem doppelten Objektive-Glas nach der neusten Dollond’schen Verbesserung
- Astrolabium mit dem Kompass
- Instrument de passage zu Astronomischen Beobachtung (Passageninstrument)

### Sonnenfinsternisse
Zwischen 1760 und 1788 erlebte Bützow insgesamt 16 partielle Sonnenfinsternisse. Informationen zu Beobachtungsberichten sind nicht überliefert.

## Leitende Professoren
- 1762–1778 Wenceslaus Johann Gustav Karsten
- 1778–1789 Peter Johann Hecker

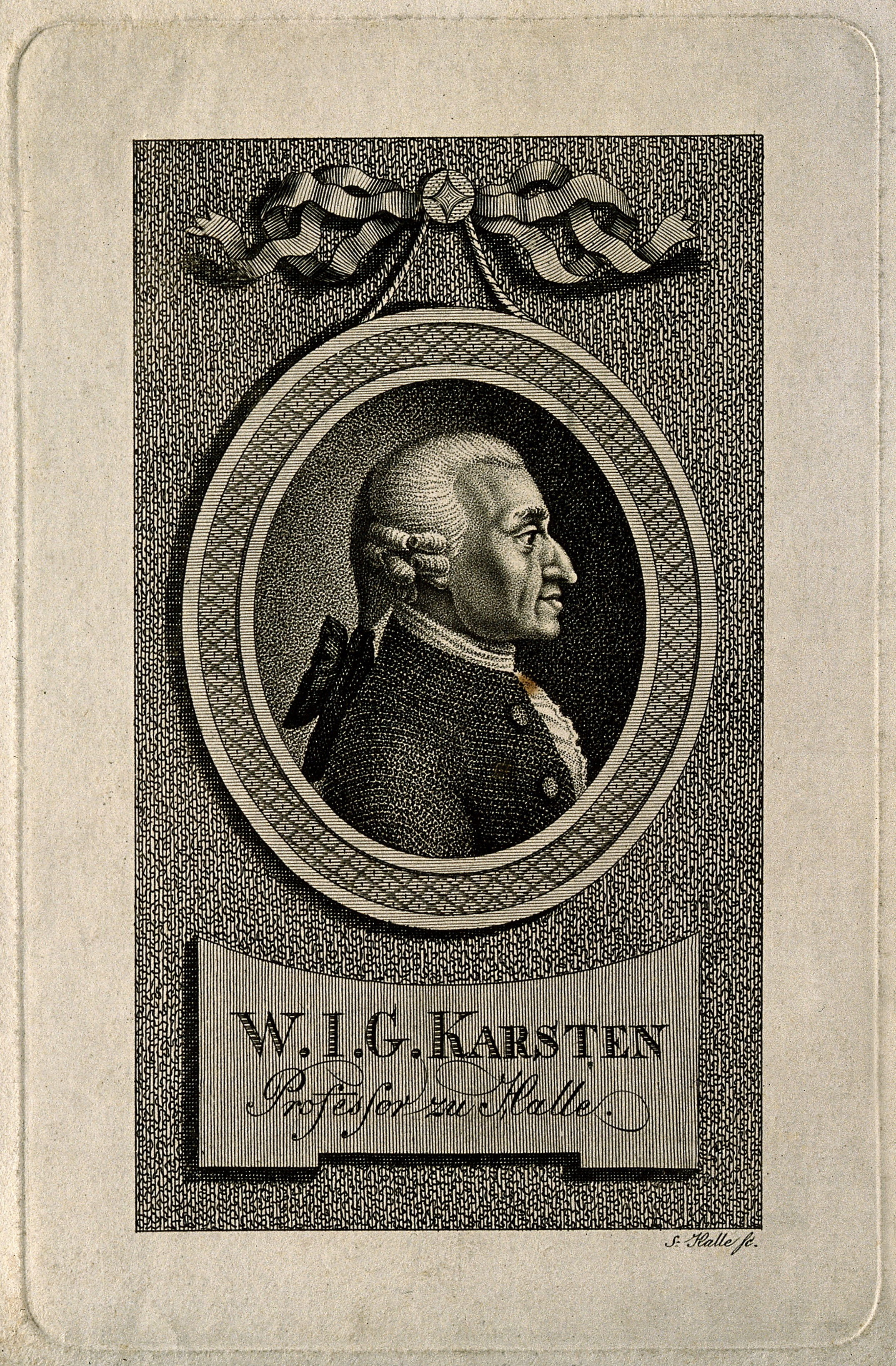
Wenzeslaus Johann Gustav Karsten
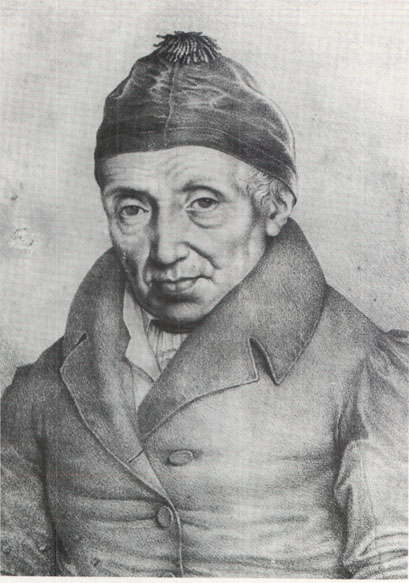
Peter Johann Hecker